# Matt Doherty
Matthew James Doherty (16 de gener de 1992) és un futbolista professional irlandés que juga com a carriler pel Wolverhampton Wanderers FC anglés i per l'equip nacional irlandés.